# Bhīmunipatnam
Bhīmunipatnam är en ort i Indien.   Den ligger i distriktet Vishākhapatnam och delstaten Andhra Pradesh, i den sydöstra delen av landet, 1 400 km sydost om huvudstaden New Delhi. Bhīmunipatnam ligger 21 meter över havet och antalet invånare är 44 843.
Terrängen runt Bhīmunipatnam är platt. Havet är nära Bhīmunipatnam åt sydost.  Det finns inga andra samhällen i närheten.